# Hogna reimoseri
Hogna reimoseri Roewer, 1959 è un ragno appartenente alla famiglia Lycosidae.

## Caratteristiche
Lo sterno e le coxae sono di colore giallo pallido; gli altri segmenti delle zampe sono di un color giallo ruggine sbiadito.
L'olotipo maschile rinvenuto ha lunghezza totale è di 9mm; la lunghezza del cefalotorace è di 4mm; e quella dell'opistosoma è di 5mm.

## Distribuzione
La specie è stata reperita nell'Eritrea centrale: nei pressi della città di Massaua, porto sul Mar Rosso, all'epoca del rinvenimento degli esemplari era in territorio etiope.

## Tassonomia
Al 2017 non sono note sottospecie e dal 1959 non sono stati esaminati nuovi esemplari.